# Deichkind
Deichkind je německá hip-hop/elektronická skupina, vytvořená v Hamburku v roce 1997. Jejími zakladateli byli Malte Pittner, Buddy Buxbaum a Philipp "Kryptik Joe" Grütering. Malte i Buddy skupinu opustili a na jejich místě jsou dnes Sascha "Ferris MC" Reimann a Sebastian "Porky" Dürre.

## Historie
První úspěch kapela sklidila v roce 2000 se singlem "Bon Voyage." Po tomto roce se zaměřili na elektronickou hudbu. Nejznámější příklady jejich písní v tomto stylu jsou "Remmidemmi (Yippie Yippie Yeah)" (2006), "Arbeit nervt" (2008), a "Leider geil (Leider geil)" (2012).
V roce 2005 reprezentovali v Bundesvision Song Contest stát Meklenbursko-Přední Pomořansko s písní "E.S.D.B. / Atomic Superdance Band".
Po smrti producenta Sebastiana Hackerta (2009) si nebyli jisti, zda mají dále hrát. Nakonec se rozhodli s hudbou pokračovat a novým producentem se stal Roland Knauf.

## Diskografie

### Alba
| Rok  | Název                       | Překlad                  | Datum vydání |
| ---- | --------------------------- | ------------------------ | ------------ |
| 2000 | Bitte ziehen Sie durch      | Popotáhněte, prosím      | 8. 9. 2000   |
| 2002 | Noch fünf Minuten, Mutti    | Ještě pět minut, mami    | 28. 1. 2002  |
| 2006 | Aufstand im Schlaraffenland | Povstání v říši hojnosti | 19. 5. 2006  |
| 2008 | Arbeit nervt                | Práce prudí              | 17. 10. 2008 |
| 2012 | Befehl von ganz unten       | Příkaz úplně zezdola     | 23. 1. 2012  |
| 2015 | Niveau weshalb warum        | Úroveň jaktože proč      | 31. 1. 2015  |
| 2019 | Wer sagt denn das?          | Kdo to říká?             | 27. 9. 2019  |
| 2023 | Neues vom Dauerzustand      |                          | 17. 2. 2023  |